# Diecezja Ijebu-Ode
Diecezja  Ijebu-Ode – diecezja rzymskokatolicka w Nigerii, erygowana bullą papieża Pawła VI Ecclesiarum omnium 29 maja 1969 roku. Terytorium diecezji zostało wydzielone z archidiecezji Lagos. Pierwszym biskupem ordynariuszem nowo powstałej jednostki administracji kościelnej został Anthony Saliu Sanusi, który sprawował rządy od 29 maja 1969 roku do 14 sierpnia 1990 roku. Po nim urząd objął Albert Fasina.